# Robert Rich (muzyk)
Robert Rich (ur. 23 sierpnia 1963) – amerykański muzyk eksperymentalny tworzący muzykę w gatunkach elektro-akustyczny ambient z silnymi wpływami muzyki etnicznej. Jeden z najciekawszych przedstawicieli nowoczesnego kierunku w muzyce elektronicznej. Tworzy również muzykę mikrotonową. Rich ukończył prestiżowy Uniwersytet Stanforda w instytucie Center for Computer Research in Music and Acoustics. Zainteresował się nieeuropejskimi kulturami muzycznymi i wypracował swój własny mikrotonowy system muzyczny.
Dyskografia Roberta Richa:
- 1981 Sunyata
- 1983 Trances
- 1983 Drones
- 1984 LIVE
- 1985 Urdu (wraz z Urdu)
- 1987 Inner Landscapes
- 1987 Numena
- 1988 Geometry
- 1989 Rainforest
- 1990 Strata (wraz z Steve'em Roachem)
- 1991 Numena
- 1991 Gaudi
- 1992 Soma (wraz z Steve'em Roachem)
- 1993 Eye Catching (wraz z Amoeba)
- 1993 Numena (re-release)
- 1994 Propagation
- 1994 Trances/Drones (re-release)
- 1994 Geometry (re-release)
- 1995 Yearning (wraz z Lizą Moscow)
- 1995 Night Sky Replies (edycja limitowana, 3"CD)
- 1995 Stalker (wraz z Brianem Williamsem/Lustmord)
- 1996 A Troubled Resting Place
- 1997 Watchful (wraz z Amoeba)
- 1997 Fissures (wraz z Alio Die)
- 1998 Below Zero
- 1998 Seven Veils
- 1999 Inner Landscapes
- 1999 Watchful (wraz z Amoeba)
- 2000 Humidity (3 płyty CD)
- 2000 Trances/Drones (2 płyty CD)
- 2000 Pivot (wraz z Amoeba)
- 2000 Sunyata
- 2001 Somnium (DVD, 7 godzin muzyki bazującej na eksperymentalnych "Sleep Concerts")
- 2001 Bestiary
- 2002 Outpost (wraz z Ianem Boddym)
- 2003 Temple of the Invisible
- 2004 Calling Down the Sky
- 2004 Open Window
- 2005 Echo of Small Things (dostępna także w wydaniu wraz z fotografiami Davida Agasi, limitowanym do 129 egzemplarzy)
- 2005 Lithosphere (wraz z Ianem Boddym)
- 2006 Electric Ladder
- 2007 Atlas Dei (DVD, tło muzyczne do filmu Daniela Colvina)
- 2007 Atlas Dei (wybrane fragmenty muzyki zamieszczonej na DVD o tym samym tytule)
- 2007 Illumination (muzyka skomponowana do instalacji multimedialnej Michaela Somoroffa)
- 2007 Eleven Questions (wraz z Markusem Reuterem)
- 2008 React (wraz z Ianem Boddym)
- 2008 Zerkalo (wraz z Andreyem Sadovnikovem)
- 2009 Live Archive (7 koncertów z lat 1989–2008, wydanych jedynie w formie elektronicznej)
- 2010 Ylang